# (30311) 2000 JS10
2000 جاي أس 10 (ويعرف أيضًا باسم (30311) 2000 جاي أس 10 وفق تسمية الكوكب الصغير) (بالإنجليزية: 2000 JS10)‏ هو كويكب ضمن حزام الكويكبات؛ وترتيبه 30311 من حيث الاكتشاف.
اكتُشف هذا الجُرم الفلكي بواسطة بحث لنكولن عن الكويكبات القريبة من الأرض في 9 مايو 2000.

## وصلات خارجية
- (30311) 2000 JS10 في قاعدة بيانات مختبر الدفع النفاث لأجرام النظام الشمسي الصغيرة

- الاكتشاف · مخطط المدار ·  العناصر المدارية · المعلمات المادية

- (30311) 2000 JS10 على موقع ويكي سكاي: DSS2, SDSS, GALEX, IRAS, Hydrogen α, X-Ray, Astrophoto, Sky Map, Articles and images